# Папа Лав XIV
Папа Лав XIV (лат. Papa Leo XIV; Чикаго, 14. септембар 1955), рођен као Роберт Франсис Привоуст (енгл. Robert Francis Prevost), често правописно неправилно као „Превост”, јесте поглавар Римокатоличке цркве и суверен Ватиканске државе од 8. маја 2025. године. Он је и први папа из Северне Америке у историји Католичке цркве.
Рођен у Чикагу, у Илиноју, Привоуст је рани део своје каријере провео радећи за августинце. Служио је у Перуу од 1985. до 1986. и од 1988. до 1998. године као парохијски свештеник, дијецезански званичник, професор семинарије и администратор. Године 2023. Папа Фрања га је прогласио кардиналом. Служио је као префект Дикастерија за бискупе и председник Папске комисије за Латинску Америку од 2023. године. Био је епископ Чиклаја у Перуу од 2015. до 2023. године, као и генерал Реда Светог Августина од 2001. до 2013. године. Године 2023, папа Фрања је именовао Привоуста за префекта Дикастерија за бискупе, што је истакнута улога која је подигла његов профил као потенцијалног кандидата за папу.
Дана 8. маја 2025. године изабран је за папу, узевши папско име Лав XIV. Рођен у Сједињеним Америчким Државама, такође је држављанин Перуа.

## Биографија
Роберт Франсис Привоуст је рођен у Чикагу 14. септембра 1955. године, као син Луиса Маријуса Привоуста и Милдред Мартинез. Његов отац био је ветеран Морнарице Сједињених Америчких Држава из Другог светског рата и школски администратор. Отац му је био француско-италијанског порекла, док је његова мајка била шпанског порекла. Средње образовање завршио је 1973. године у школи Реда Светог Августина. Привоуст је 1977. године стекао диплому из математике на Универзитету Виланова.
Одлучивши да постане свештеник, придружио се Реду Светог Августина у септембру исте године. Прве завете у реду положио је у септембру 1978, а свечане завете у августу 1981. Наредне године стекао је мастер диплому из теологије на Католичком теолошком савезу у Чикагу.

## Свештеничка и мисионарска служба
Након завршетка теолошких студија, Привоуст је започео своју свештеничку службу у оквиру Реда Светог Августина. Његова прва значајна мисионарска активност била је у Перуу, где је служио од 1985. до 1986. и поново од 1988. до 1998. године. Током овог периода, радио је као парохијски свештеник, дијецезански званичник, професор у семинарији и администратор, фокусирајући се на подршку сиромашним заједницама и образовање младих. Његов рад у Латинској Америци дубоко је утицао на његов поглед на социјалну правду и улогу цркве у друштву.

## Генерал Реда Светог Августина
Од 2001. до 2013. године, Привоуст је обављао дужност генерала Реда Светог Августина, водећи овај монашки ред у периоду глобалних изазова. Под његовим вођством, ред је појачао мисионарске активности у земљама у развоју и радио на унапређењу сарадње са другим црквеним телима.

## Епископска служба у Перуу
Године 2015, папа Фрања именовао је Привоуста за епископа Чиклаја у Перуу, где је служио до 2023. године. Током овог периода, фокусирао се на јачање локалне цркве, подршку социјалним програмима и заштиту права миграната и маргинализованих група. Његов рад у Перуу додатно је учврстио његову репутацију као пастира блиског сиромашнима.

## Префект Дикастерија за бискупе
Године 2023, Привоуст је именован за префекта Дикастерија за бискупе, једног од кључних ватиканских тела задужених за избор епископа широм света. Истовремено је постао и председник Папске комисије за Латинску Америку. Ова улога га је позиционирала као једног од водећих кандидата за будућег папу.

## Избор за папу
Након смрти папе Фрање 21. априла 2025. године од последица можданог удара и срчаног колапса, папска конклава започела је 7. маја 2025. Првог дана није било избора, што је означено црним димом из Сикстинске капеле. Већ наредног дана, 8. маја, кардинали су постигли консензус и изабрали Роберта Франсиса Привоуста за новог папу, што је обележено белим димом. Он је узео име Лав XIV и појавио се на балкону базилике Светог Петра, где је верницима упутио први благослов: „Мир свима вама!“.

## Погледи и приоритети
Лав XIV је у првим данима понтификата нагласио важност мира, дијалога и солидарности у свету пуном подела. Његово искуство у Латинској Америци обликовало је његову посвећеност социјалној правди, заштити миграната и борби против сиромаштва. Очекује се да ће наставити реформе започете од стране папе Фрање, укључујући већу транспарентност у цркви и децентрализацију управљања.

## Лични живот и интересовања
Познат као скроман човек, Лав XIV је полиглота који течно говори енглески, шпански, италијански и француски. Ужива у књижевности, музици и спорту, а његова духовност дубоко је укорењена у августинској традицији, са нагласком на заједништво и служење.

## Наслеђе и значај
Избор Лава XIV за папу представља историјски тренутак за Католичку цркву, с обзиром на то да је први папа из Северне Америке. Његов понтификат се доживљава као наставак реформског пута папе Фрање, али и као прилика за изградњу мостова између различитих култура и континената.